# BR Большой Медведицы
BR Большой Медведицы (лат. BR Ursae Majoris) — одиночная переменная звезда в созвездии Большой Медведицы на расстоянии приблизительно 1440 световых лет (около 442 парсеков) от Солнца. Видимая звёздная величина звезды — от +14,8m до +14,4m.

## Характеристики
BR Большой Медведицы — пульсирующая переменная звезда типа RR Лиры (RRC).